# Кустуж
Кустуж (фр. Coustouge) насеље је и општина у јужној Француској у региону Лангдок-Русијон, у департману Од која припада префектури Нарбон.
По подацима из 2011. године у општини је живело 102 становника, а густина насељености је износила 10,55 становника/km². Општина се простире на површини од 9,67 km². Налази се на средњој надморској висини од 180 метара (максималној 343 m, а минималној 129 m).

## Демографија
| 1962. | 1968. | 1975. | 1982. | 1990. | 1999. | 2011. |
| ----- | ----- | ----- | ----- | ----- | ----- | ----- |
| 107   | 128   | 105   | 101   | 76    | 73    | 102   |

График промене броја становника у току последњих година